# Hallands läns norra domsagas valkrets
Hallands läns norra domsagas valkrets (även kallad Fjäre och Viske domsagas valkrets vid de första valen) var vid riksdagsvalen till andra kammaren 1866–1908 en egen valkrets med ett mandat. Valkretsen avskaffades vid riksdagsvalet 1911, då hela länet bildade Hallands läns valkrets.

## Riksdagsmän (ej komplett lista)
- Güllick Wallén (1867–1869)
- Hans Hansson, min, nylib (1870–1872)
- Johannes Bengtsson, lmp (1873–1875)
- Sven Bruhn (1876–1878)
- Johannes Bengtsson, lmp (1879–1884)
- August Oléhn (1885–1887)
- Johannes Ericsson, nya lmp (1888–1890)
- Archibald Williamson, nya lmp (1891–1893)
- Sven Bruhn, gamla lmp 1894, lmp 1895–1896 (1894–1896)
- Aaron Norrman, lmp 1897 (1897–22/4 1898)
- Fredrik Åkerberg, lmp (1899)
- Peter Törnqvist, lmp (1900–1902)
- Aron Christoffer Gunnarsson, lmp (1903–1911)

## Valresultat

### 1896
| Andrakammarvalet i Sverige 1896: Hallands läns norra domsagas valkrets | Andrakammarvalet i Sverige 1896: Hallands läns norra domsagas valkrets | Andrakammarvalet i Sverige 1896: Hallands läns norra domsagas valkrets | Andrakammarvalet i Sverige 1896: Hallands läns norra domsagas valkrets | Andrakammarvalet i Sverige 1896: Hallands läns norra domsagas valkrets |
| Kandidat                                                               | Kandidat                                                               | Röster                                                                 | Röster                                                                 | Röster                                                                 |
| Kandidat                                                               | Kandidat                                                               | Antal                                                                  | %                                                                      | +− %                                                                   |
| ---------------------------------------------------------------------- | ---------------------------------------------------------------------- | ---------------------------------------------------------------------- | ---------------------------------------------------------------------- | ---------------------------------------------------------------------- |
|                                                                        | Aron Norrman                                                           | 153                                                                    | 43,0                                                                   |                                                                        |
|                                                                        | Sven Bruhn                                                             | 150                                                                    | 42,1                                                                   |                                                                        |
|                                                                        | Övriga kandidater                                                      | 53                                                                     | 14,9                                                                   |                                                                        |
| Antal giltiga röster                                                   | Antal giltiga röster                                                   | 356                                                                    |                                                                        |                                                                        |
| Kasserade röster                                                       | Kasserade röster                                                       | 4                                                                      |                                                                        |                                                                        |
| Totalt                                                                 | Totalt                                                                 | 360                                                                    |                                                                        |                                                                        |

- Valdeltagandet var 23,9%.

### 1899

#### Första valet (överklagat)
| Andrakammarvalet i Sverige 1899: Hallands läns norra domsagas valkrets | Andrakammarvalet i Sverige 1899: Hallands läns norra domsagas valkrets | Andrakammarvalet i Sverige 1899: Hallands läns norra domsagas valkrets | Andrakammarvalet i Sverige 1899: Hallands läns norra domsagas valkrets | Andrakammarvalet i Sverige 1899: Hallands läns norra domsagas valkrets |
| Kandidat                                                               | Kandidat                                                               | Röster                                                                 | Röster                                                                 | Röster                                                                 |
| Kandidat                                                               | Kandidat                                                               | Antal                                                                  | %                                                                      | +− %                                                                   |
| ---------------------------------------------------------------------- | ---------------------------------------------------------------------- | ---------------------------------------------------------------------- | ---------------------------------------------------------------------- | ---------------------------------------------------------------------- |
|                                                                        | Peter Törnqvist                                                        | 147                                                                    | 32,5                                                                   |                                                                        |
|                                                                        | Fredrik Åkerberg                                                       | 143                                                                    | 31,6                                                                   |                                                                        |
|                                                                        | Patrik Peterson                                                        | 98                                                                     | 21,7                                                                   |                                                                        |
|                                                                        | J. Nilsson i Bossgården                                                | 60                                                                     | 13,3                                                                   |                                                                        |
|                                                                        | Övriga kandidater                                                      | 4                                                                      | 0,9                                                                    |                                                                        |
| Antal giltiga röster                                                   | Antal giltiga röster                                                   | 452                                                                    |                                                                        |                                                                        |
| Kasserade röster                                                       | Kasserade röster                                                       | 1                                                                      |                                                                        |                                                                        |
| Totalt                                                                 | Totalt                                                                 | 453                                                                    |                                                                        |                                                                        |

Valet ägde rum den 15 augusti 1899. Valdeltagandet var 26,0%. Det överklagades dock och fick tas om.

#### Andra valet
| Andrakammarvalet i Sverige 1899: Hallands läns norra domsagas valkrets | Andrakammarvalet i Sverige 1899: Hallands läns norra domsagas valkrets | Andrakammarvalet i Sverige 1899: Hallands läns norra domsagas valkrets | Andrakammarvalet i Sverige 1899: Hallands läns norra domsagas valkrets | Andrakammarvalet i Sverige 1899: Hallands läns norra domsagas valkrets |
| Kandidat                                                               | Kandidat                                                               | Röster                                                                 | Röster                                                                 | Röster                                                                 |
| Kandidat                                                               | Kandidat                                                               | Antal                                                                  | %                                                                      | +− %                                                                   |
| ---------------------------------------------------------------------- | ---------------------------------------------------------------------- | ---------------------------------------------------------------------- | ---------------------------------------------------------------------- | ---------------------------------------------------------------------- |
|                                                                        | Peter Törnqvist                                                        | 375                                                                    | 51,4                                                                   |                                                                        |
|                                                                        | Närmaste kandidat                                                      | 222                                                                    | 30,5                                                                   |                                                                        |
|                                                                        | Övriga kandidater                                                      | 132                                                                    | 18,1                                                                   |                                                                        |
| Antal giltiga röster                                                   | Antal giltiga röster                                                   | 729                                                                    |                                                                        |                                                                        |
| Kasserade röster                                                       | Kasserade röster                                                       | 1                                                                      |                                                                        |                                                                        |
| Totalt                                                                 | Totalt                                                                 | 730                                                                    |                                                                        |                                                                        |

Valet ägde rum den 7 november 1899. Valdeltagandet var 37,0%. 

### 1902
| Andrakammarvalet i Sverige 1902: Hallands läns norra domsagas valkrets | Andrakammarvalet i Sverige 1902: Hallands läns norra domsagas valkrets | Andrakammarvalet i Sverige 1902: Hallands läns norra domsagas valkrets | Andrakammarvalet i Sverige 1902: Hallands läns norra domsagas valkrets | Andrakammarvalet i Sverige 1902: Hallands läns norra domsagas valkrets |
| Kandidat                                                               | Kandidat                                                               | Röster                                                                 | Röster                                                                 | Röster                                                                 |
| Kandidat                                                               | Kandidat                                                               | Antal                                                                  | %                                                                      | +− %                                                                   |
| ---------------------------------------------------------------------- | ---------------------------------------------------------------------- | ---------------------------------------------------------------------- | ---------------------------------------------------------------------- | ---------------------------------------------------------------------- |
|                                                                        | Aron Christoffer Gunnarsson                                            | 371                                                                    | 62,2                                                                   |                                                                        |
|                                                                        | J. Nilsson i Bossgården                                                | 202                                                                    | 33,8                                                                   |                                                                        |
|                                                                        | Övriga kandidater                                                      | 24                                                                     | 4,0                                                                    |                                                                        |
| Antal giltiga röster                                                   | Antal giltiga röster                                                   | 597                                                                    |                                                                        |                                                                        |
| Kasserade röster                                                       | Kasserade röster                                                       | 1                                                                      |                                                                        |                                                                        |
| Totalt                                                                 | Totalt                                                                 | 598                                                                    |                                                                        |                                                                        |

Valet ägde rum den 7 september 1902. Valdeltagandet var 34,7%. 

### 1905
| Andrakammarvalet i Sverige 1905: Hallands läns norra domsagas valkrets | Andrakammarvalet i Sverige 1905: Hallands läns norra domsagas valkrets | Andrakammarvalet i Sverige 1905: Hallands läns norra domsagas valkrets | Andrakammarvalet i Sverige 1905: Hallands läns norra domsagas valkrets | Andrakammarvalet i Sverige 1905: Hallands läns norra domsagas valkrets |
| Kandidat                                                               | Kandidat                                                               | Röster                                                                 | Röster                                                                 | Röster                                                                 |
| Kandidat                                                               | Kandidat                                                               | Antal                                                                  | %                                                                      | +− %                                                                   |
| ---------------------------------------------------------------------- | ---------------------------------------------------------------------- | ---------------------------------------------------------------------- | ---------------------------------------------------------------------- | ---------------------------------------------------------------------- |
|                                                                        | Aron Christoffer Gunnarsson                                            | 551                                                                    | 77,7                                                                   | ▲15,5                                                                  |
|                                                                        | M. Johansson i Fässberg                                                | 156                                                                    | 22,0                                                                   |                                                                        |
|                                                                        | Övriga kandidater                                                      | 2                                                                      | 0,3                                                                    |                                                                        |
| Antal giltiga röster                                                   | Antal giltiga röster                                                   | 709                                                                    |                                                                        |                                                                        |
| Kasserade röster                                                       | Kasserade röster                                                       | 3                                                                      |                                                                        |                                                                        |
| Totalt                                                                 | Totalt                                                                 | 712                                                                    |                                                                        |                                                                        |

Valet ägde rum den 10 september 1905. Valdeltagandet var 38,8%. 

### 1908
| Andrakammarvalet i Sverige 1908: Hallands läns norra domsagas valkrets | Andrakammarvalet i Sverige 1908: Hallands läns norra domsagas valkrets | Andrakammarvalet i Sverige 1908: Hallands läns norra domsagas valkrets | Andrakammarvalet i Sverige 1908: Hallands läns norra domsagas valkrets | Andrakammarvalet i Sverige 1908: Hallands läns norra domsagas valkrets |
| Kandidat                                                               | Kandidat                                                               | Röster                                                                 | Röster                                                                 | Röster                                                                 |
| Kandidat                                                               | Kandidat                                                               | Antal                                                                  | %                                                                      | +− %                                                                   |
| ---------------------------------------------------------------------- | ---------------------------------------------------------------------- | ---------------------------------------------------------------------- | ---------------------------------------------------------------------- | ---------------------------------------------------------------------- |
|                                                                        | Aron Christoffer Gunnarsson                                            | 448                                                                    | 86,3                                                                   | ▲8,6                                                                   |
|                                                                        | Johan Verner Bolinder (liberal)                                        | 70                                                                     | 13,5                                                                   |                                                                        |
|                                                                        | Övriga kandidater                                                      | 1                                                                      | 0,2                                                                    |                                                                        |
| Antal giltiga röster                                                   | Antal giltiga röster                                                   | 519                                                                    |                                                                        |                                                                        |
| Kasserade röster                                                       | Kasserade röster                                                       | 0                                                                      |                                                                        |                                                                        |
| Totalt                                                                 | Totalt                                                                 | 519                                                                    |                                                                        |                                                                        |

Valet ägde rum den 6 september 1908. Valdeltagandet var 28,7%. 